# Paulo Thiago
Paulo Thiago Alencar Antunes, né le 25 janvier 1981, est un professionnel de Mixed Martial Arts, ceinture noire de judo et de jiu-jitsu brésilien. Il est actuellement en concurrence dans la division Welterweight de l'Ultimate Fighting Championship.

## Palmarès en MMA
| Résultat | Record | Adversaire        | Méthode                            | Événement                              | Date              | Round | Temps | Lieu                                    | Notes                   |
| -------- | ------ | ----------------- | ---------------------------------- | -------------------------------------- | ----------------- | ----- | ----- | --------------------------------------- | ----------------------- |
| Loss     | 15-6   | Brandon Thatch    | KO (coup de genou au corps)        | UFC Fight Night: Belfort vs. Henderson | 9 novembre 2013   | 1     | 2:10  | Goiânia, Brésil                         |                         |
| Win      | 15-5   | Michel Prazeres   | Décision unanime                   | UFC on FX: Belfort vs. Rockhold        | 18 mai 2013       | 3     | 5:00  | Jaraguá do Sul, Brésil                  |                         |
| Loss     | 14-5   | Dong Hyun Kim     | Décision (Unanime)                 | UFC on Fuel TV: Franklin vs. Le        | 10 novembre 2012  | 3     | 5:00  | Macao, Chine                            |                         |
| Loss     | 14-4   | Siyar Bahadurzada | KO (Punch)                         | UFC on Fuel TV: Gustafsson vs. Silva   | 14 avril 2012     | 1     | 0:42  | Stockholm, Suède                        |                         |
| Win      | 14-3   | David Mitchell    | Décision (Unanime)                 | UFC 134: Silva vs. Okami               | 27 août 2011      | 3     | 5:00  | Rio de Janeiro, Brésil                  |                         |
| Loss     | 13-3   | Diego Sanchez     | Décision unanime                   | UFC 121: Lesnar vs. Velasquez          | 23 octobre 2010   | 3     | 5:00  | Anaheim, Californie, États-Unis         | Combat de la soirée     |
| Loss     | 13–2   | Martin Kampmann   | Décision (Unanime)                 | UFC 115: Liddell vs. Franklin          | 12 juin 2010      | 3     | 5:00  | Vancouver, Colombie-Britannique, Canada |                         |
| Win      | 13–1   | Mike Swick        | Technical Submission (Brabo Choke) | UFC 109: Relentless                    | 6 février 2010    | 2     | 1:54  | Las Vegas, Nevada, États-Unis           | Soumission de la soirée |
| Win      | 12–1   | Jacob Volkmann    | Décision (Unanime)                 | UFC 106: Ortiz vs. Griffin 2           | 21 novembre 2009  | 3     | 5:00  | Las Vegas, Nevada, États-Unis           |                         |
| Loss     | 11–1   | Jon Fitch         | Décision (Unanime)                 | UFC 100                                | 11 juillet 2009   | 3     | 5:00  | Las Vegas, Nevada, États-Unis           |                         |
| Win      | 11–0   | Josh Koscheck     | KO (Uppercut)                      | UFC 95: Sanchez vs. Stevenson          | 21 février 2009   | 1     | 3:29  | Londres, Angleterre                     | KO de la soirée         |
| Win      | 10–0   | Luis Dutra Jr.    | TKO (Knee Injury)                  | Jungle Fight 11                        | 13 septembre 2008 | 1     | 0:40  | Rio de Janeiro, Brésil                  |                         |
| Win      | 9–0    | Ferrid Kheder     | Décision unanime                   | Jungle Fight 10                        | 12 juillet 2008   | 3     | 5:00  | Rio de Janeiro, Brésil                  |                         |
| Win      | 8–0    | Paulo Cavera      | Submission (Arm-Triangle Choke)    | Jungle Fight 9: Warriors               | 31 mai 2008       | 1     | N/A   | Rio de Janeiro, Brésil                  |                         |
| Win      | 7–0    | Leonardo Pecanha  | Décision unanime                   | Jungle Fight 8                         | 6 avril 2008      | 3     | 5:00  | Rio de Janeiro, Brésil                  |                         |
| Win      | 6–0    | Fernando Bettaga  | Submission (Arm-Triangle Choke)    | Capital Fight                          | 14 décembre 2007  | 1     | 2:02  | Brasilia, Brésil                        |                         |
| Win      | 5–0    | Frank Carelli     | Submission (Rear-Naked Choke)      | Conquista Fights 3                     | 12 mai 2007       | 2     | 0:37  | Brésil                                  |                         |
| Win      | 4–0    | Igor Pakoto       | Submission (Anaconda Choke)        | Grand Prix Planaltina                  | 13 octobre 2006   | 1     | 1:06  | Planaltina, Brésil                      |                         |
| Win      | 3–0    | Diogo Almeida     | Submission (Guillotine Choke)      | Grand Prix Planaltina                  | 13 octobre 2006   | 3     | 1:21  | Planaltina, Brésil                      |                         |
| Win      | 2–0    | Marcone Marcone   | Submission (Arm Triangle Choke)    | Grand Prix Planaltina                  | 13 octobre 2006   | 3     | 1:31  | Planaltina, Brésil                      |                         |
| Win      | 1–0    | Ricardo Petrucio  | Submission (Triangle Choke)        | Storm Samurai 8                        | 2 juillet 2005    | 3     | 1:36  | Rio de Janeiro, Brésil                  |                         |